# デバイスタイルホールディングス
デバイスタイル(英称：deviceSTYLE)は、東京都新宿区市谷本村町に本社を置く、コーヒーメーカーやワインセラーなどの家庭電化製品などを企画する会社である。代表取締役社長は宇賀直哉。

## 概要
メーカー機能の中で、商品開発とマーケティング・販売に特化し、製造は外部に委託するスタイルの家電メーカー。創作デザイン家電とも言われるデザイン性と機能の高さの両面を追及し、コーヒーメーカー・エスプレッソマシン及びワインセラーを販売している

## 沿革
- 2002年（平成14年）〜2004年（平成16年） - 鈴木多賀雄、及び現社長らにより創業。その後株式会社デバイスタイルホールディングスを設立。
- 2003年（平成15年） - 世界初[1]、ワンボトル・ワインセラー「WA-1」を製造・販売。
- 2004年（平成16年） - 朝日新聞「ランキングッズ」でブルーノパッソHA-12を含む３機種がランクイン[2][3]。
- 2006年（平成18年） - ミラノサローネに出展。WA-12S（12本収納ワインセラー）や新商品のWD-30（30本収納ワインセラー）等も展示。
- 2007年（平成19年） - ポッドエスプレッソマシン「PD-1」2007年度グッドデザイン賞受賞。
- 2007年（平成19年） - Coffee Festival 2007に参加。9月30日〜コーヒーの日である10月1日まで、六本木ヒルズアリーナで開催された。
- 2011年（平成23年） - UCC上島珈琲との共同開発により、エコポッドシステムを開発[4]。
- 2012年（平成24年） - SCAJ2012に出展。

## 製品
デバイスタイル製品一覧。デバイスタイル製品のメーカー希望小売価格はすべてオープン価格になっている。

### エンジェルシェア
3タイプのワインセラーシリーズ。
ペルチェ方式を採用。
名前の由来は、樽の中でワインが熟成中に蒸発してしまう分を「天使のわけまえ」という点から。
- WA-1
世界初[1]のシングルボトル用ワインセラー。デザインは現在も工業デザイナーとして活動をつづける秋田道夫によるもの。「誕生日、結婚記念日、卒業記念日。人生のさまざまな特別な日のためにワインをホールドしてワインを育てる[5]」というコンセプトであり、実際にWA-1-K[6]が男性アイドルグループSMAPの中居正広から稲垣吾郎への誕生日プレゼントとして贈られている[5]。
- WA-6
6本収納タイプ。ワインセラーを1個のセルとしてとらえたシリーズ。収納スペースの広さや、収納したい本数にあわせてシステムアップできる。背面コンセントで連結して最大５台まで接続可能。秋田道夫によってデザインされた。
- WB-12
12本収納できるファニチャー・セラー。リビングやダイニングのちょっとした隙間にもセッティングが可能。ホイールがついているため簡単に移動できる。
- UD-12
12本収納可能なスモールサイズ。保存から飲み頃温度までワイドレンジの温度設定が可能。シャンパンや白ワインの冷却用としても利用でき、場所を取らない多目的に使えるセラー。
- WE-30
30本収納できるデジタル制御のワインセラー。セラー内部の温度をセンサーが常時監視し、マイコンが予測、先回りして温度を制御する。安定した温度制御が可能。

### ブルーノパッソ
15気圧の高性能ポンプを採用したエスプレッソマシン、及び各種コーヒーメーカーのシリーズ。カプチーノ、カフェ・ラテ、そしてカフェ・マキアートなどいろいろなバリエーションを家庭で楽しむことができる。
- TH-W020
エスプレッソの表面にできるクレマ（泡）をイタリア製15気圧ポンプで引き出すエスプレッソマシン。（抽出時は約9気圧）
- HA-W120/W90S
15気圧でつくる深い香りのエスプレッソ。さらにはカプチーノやレギュラーコーヒーも淹れることができるハイブリッドモデル。W90Sのみ現在製造を終了している。
- CA-12S/18S
機能性とデザイン性が融合したコーヒーメーカー。秋田道夫によってデザインされたコーヒーメーカー。
- CA-3S/W3S
コンパクトで機能的な秋田道夫によってデザインされたマグタイプコーヒーメーカー。マグカップへダイレクトにドリップする方式のロングセラー商品で、車のドリンクホルダーにもフィットし、カップに注げば約3杯分（380cc）のコーヒーを淹れることができる。ただしW3Sは、現在製造が終了している。

- CA-6/5S
デザイナー小田兼弘によってデザインされたコーヒーメーカー。ハンドドリップの美味さを目指したこのモデルは、世界初[7]マイクロパウダーセパレーターを採用。コーヒーの味わいを損ねる原因となる、微粉を分離させることに成功。2013年7月01日現在特許出願中。

- GA-1
レギュラーコーヒーからエスプレッソまで挽けるコーヒーグラインダー。ダイアルを調整することでコーヒーの淹れ方に合わせて挽き目の粗さを選べる。

- PD-1/PD-1PLUS
石橋忠人によってデザインされたポッドエスプレッソマシン。カフェポッドを採用したモデル。現在製造を終了している。

- EP-1
UCCとデバイスタイルが共同開発して誕生したエコポッドシステム搭載のコーヒーメーカー。小田兼弘によってデザインされた。エコポッドをセットし、抽出ボタンを押すだけで1杯分（140cc）を淹れることができる。

- P-60
世界共通規格60MMレギュラーカフェポッドと、コーヒーパウダーに対応。1杯抽出型コーヒーメーカー。1度に2杯分までのコーヒーが作れる。

- MF-1
ミルクフォームをボタン一つで簡単に作ることができるミルクウォーマー。コーヒーやエスプレッソに合わせたり、抹茶やココアなどに加えるなど、アレンジが自由にできる。ミルクフォーム用リングを外し、ホットモードボタンを押せばホットミルクを作ることもできる。

### その他
その他の製品。
- LA-1000
2010年1月に発売されたLED照明ライト。コンパクトに収納することができ、折りたたみながら光らせることで間接照明としても使える。

- LA-1200
2012年6月に発売されたLED照明デスクスタンド。4万時間の寿命と省エネ設計で、明るさは1200ルクス。USBコードがあれば、スマートフォンや携帯電話の充電することができる。LA-1000と同様、コンパクトに収納することができ、折りたたみながら光らせることで間接照明としても使える。

- MA-350-W
自律的に室内の状態を感知し、最適な湿度を保つことができるハイブリッド加湿器。ミストはWarmとColdが選択でき、ウォームミストは70℃で加熱殺菌する。タッチパッドコントロール採用で、触れるだけで操作ができる。リモコン付属。

- DIH-800
800ＷのエコIHグリルと熱伝導性、蓄熱性にすぐれた鋳鉄ホーロープレートが融合。A4サイズで、最大300℃の焼き物調理が可能。1000台限定で鋳鉄ホーローたこ焼きプレートが付属した。